# Банкноты литовского лита
В этой статье представлен список банкнот литовского лита, бывших в обращении с 1993 по 2015 год.

## Описание
Все банкноты имели одинаковый размер (135 × 65 мм), за исключением банкноты номиналом в 500 литов. На них размещались подписи министра финансов страны и/или председателя Национального банка Литвы.
Банкноты не печатались в Литве. Сначала их печатала американская компания United States Banknote Corporation, впоследствии ― британский производитель Thomas De La Rue & Co. Ltd. и немецкая компания Giesecke & Devrient GmbH.

## 10 литов

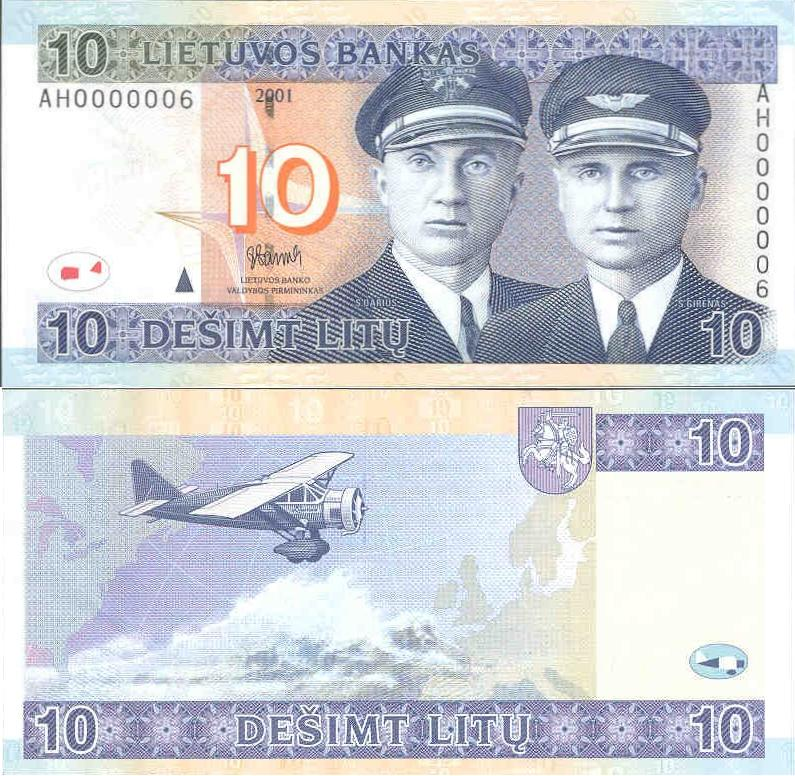
Банкнота в 10 литов выпуска 2001 года. Для сравнения ― банкноты выпуска 1991, 1993 и 1997 годов

На банкноте номиналом в 10 литов изображены литовские лётчики Стяпонас Дарюс и Стасис Гиренас, которые в 1933 году совершили перелёт в Нью-Йорк через Атлантический океан на небольшом самолете «Lituanica». Их самолёт при невыясненных обстоятельствах разбился в Германии (на территории нынешней Польши), и оба пилота погибли. На обратной стороне банкноты изображён самолет «Lituanica», пролетающий над Атлантическим океаном, а также обозначены берега Европы и Северной Америки.
Дизайн банкноты создал и проработал Гедрюс Йонайтис. Согласно самым первым проектам банкнот, изображение Дарюса и Гиренаса должно было быть на банкноте номиналом в 5 литов. Она выпускалась в разных сериях четыре раза: дважды в 1993 году, далее по одному разу в 1997 и 2001 годах.
В 1992 году банкноты были готовы к выходу в обращение, однако выяснилось, что они почти не защищены от подделок. По этой причине они были перепечатаны через год.
В 1993 году в честь 60-летия полета самолета «Lituanica» была выпущена серебряная памятная монета номиналом в 10 литов с изображением двух пилотов. Это была вторая памятная монета, выпущенная в Литве ― первая посвящалась визиту в страну Папы Иоанна Павла II.

## 20 литов

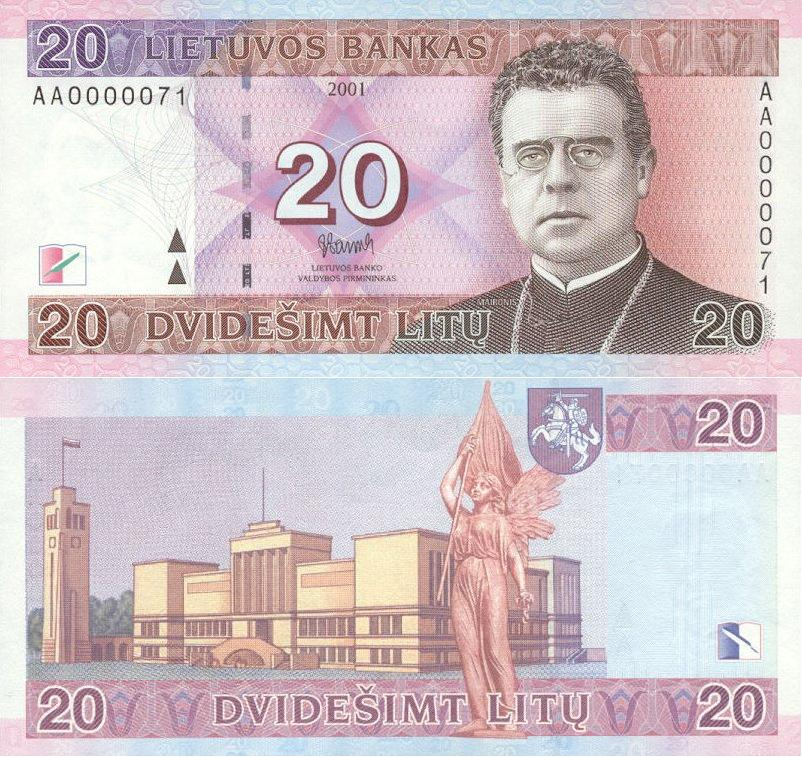
Банкнота в 20 литов выпуска 2001 года. Для сравнения ― банкноты выпуска 1991, 1993 и 1997 годов

На банкноте в 20 литов изображен портрет литовского поэта Майрониса (1862–1932), который был патриотом и активным сторонником литовского национального движения. На оборотной стороне изображен Военный музей Витовта Великого в Каунасе, самым известным экспонатом которого являются обломки самолета «Lituanica». Также на купюре изображена каунасская статуя Свободы работы скульптора Юозаса Зикараса.
На банкноте номиналом в 20 литов, выпущенной в 1930 году, на оборотной стороне был изображён тот же памятник, только на левой стороне банкноты; на внешней стороне был изображён сам Витовт.
Дизайн банкнот выпуска 1993 года разработал Юстас Толвайшис; дизайнером последнего выпуска стал Гедрюс Йонайтис. Наибольшим изменением в банкнотах выпуска 2001 года стал перенос изображения статуи Свободы на оборотной стороне банкноты с левой стороны на правую.

## 50 литов

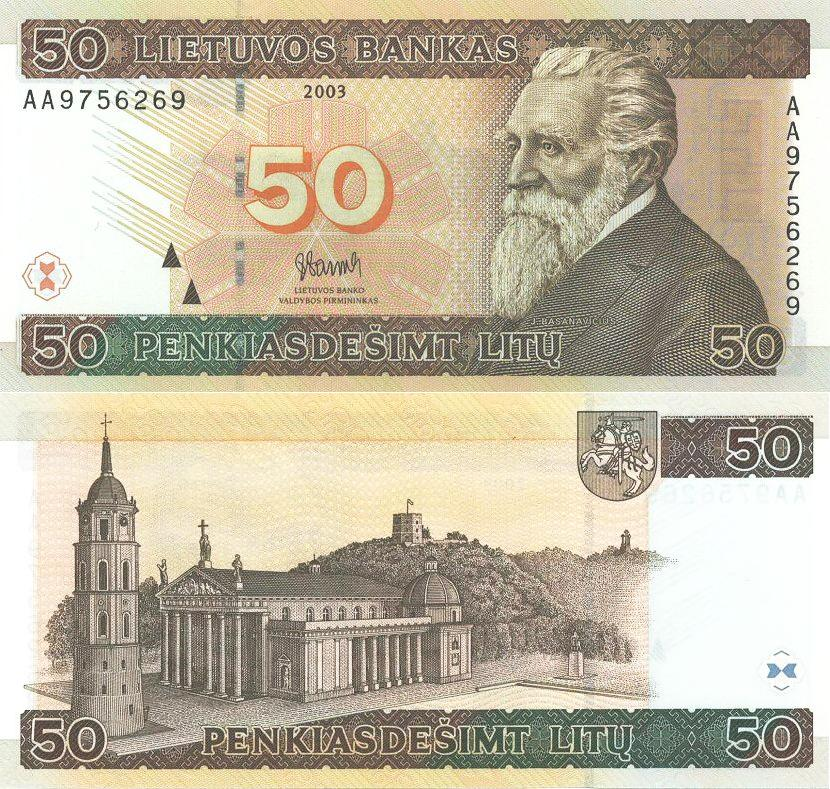
Банкнота в 50 литов выпуска 2003 года. Для сравнения ― банкноты выпуска 1991, 1993 и 1998 годов

На внешней стороне банкноты номиналом в 50 литов изображен ученый, общественный деятель и один из подписчиков Акта о независимости Литвы ― Йонас Басанавичюс (1851–1927). Иногда его называют «отцом независимости», ведь на момент подписания акта он был главой Литовской Тарибы. На обратной стороне банкноты изображен собор Святого Станислава вместе с колокольней, памятник князю Гедимину и Три креста. Все эти объекты расположены в центре Вильнюса и являются важными национальными символами Литвы.
Банкнота номиналом в 50 литов, выпущенная в 1928 году, также содержала изображения Басанавичюса и собора в Вильнюсе, таким образом, новая банкнота является единственной из всех, которая наиболее точно воспроизводит банкоту межвоенных времён.
Дизайнером банкнот в 50 литов серии 1993 года был Рэй Барткус. Сначала на оборотной стороне банкноты были изображены только кафедральный собор и нечёткие контуры зданий в Старом городе Вильнюса. Последний раз банкноты выпускались в 2003 году, но вид на реверсе банкнот не соответствовал действительности, так как на нём не был изображён Нижний замок, который был в процессе сооружения именно при выпуске банкноты.

## 100 литов

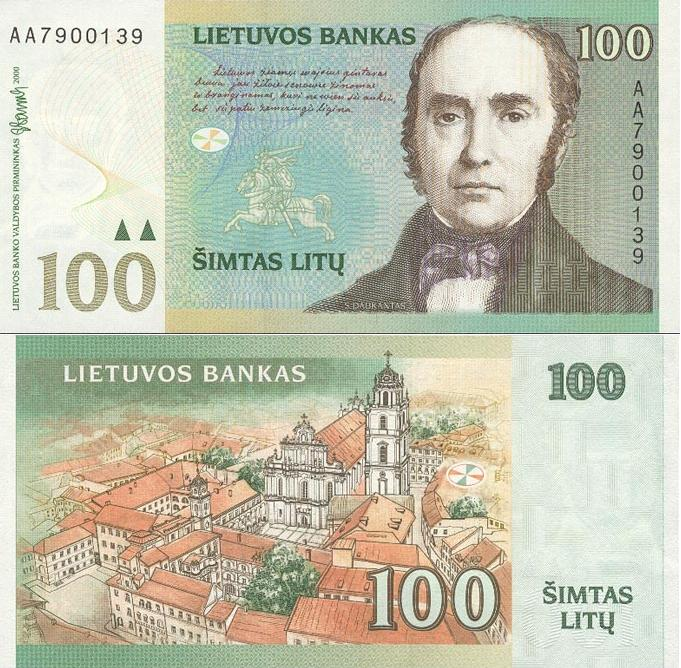
Банкнота номиналом в 100 литов 2000 года выпуска. Для сравнения ― банкнота выпуска 1991 года.

На банкноте номиналом в 100 литов изображен Симонас Даукантас (1793—1864), основатель литовского национального движения и историк, написавший первую книгу по истории Литвы на литовском языке. На оборотной стороне банкноты изображён Старый город в Вильнюсе, включенный в список мирового наследия ЮНЕСКО.
Первые банкноты в 100 литов были выпущены в 1991 году, но в широкое использование они не вошли.
Новая банкнота следующего выпуска с 19 защитными элементами была представлена в 2000 году. Её внешний вид был несколько изменён: на оборотной стороне было увеличено изображение архитектурного ансамбля Вильнюсского университета; также цвета стали ярче, чётче и красочнее.

## 200 литов

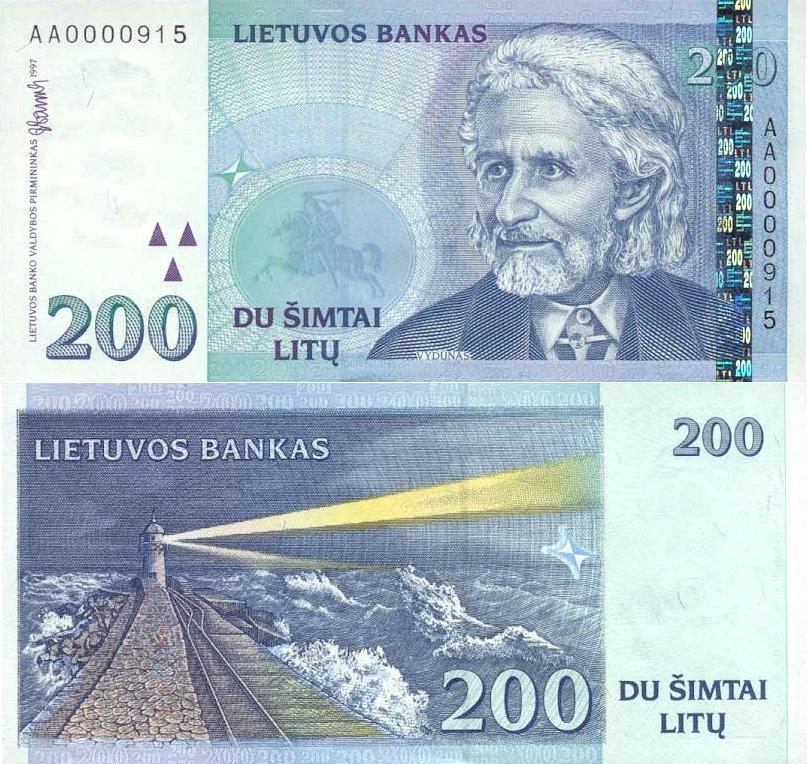
Банкнота номиналом в 200 литов выпуска 1997 года

На банкноте номиналом в 200 литов размещён портрет Видунаса (1868–1953), известного литовского философа, писателя, поэта, драматурга, музыканта, педагога и культурного деятеля, распространявшего в своих трудах идеалистические и гуманистические идеи.
На оборотной стороне банкноты изображен Клайпедский маяк, построенный в 1796 году и реконструированный в 1819 году. Его высота составляла 29,2 м, а луч света достигал длины 35 км. Он был символом города и популярной туристической достопримечательностью, однако он сильно пострадал в ходе Второй мировой войны и после восстановления потерял свою былую популярность. Для реверса банкноты была выбрана именно Клайпеда ― из-за того, что изображения Вильнюса использовались дважды, Каунаса ― второго по величине города Литвы ― один раз, а Клайпеда является третьим по величине городом страны.
Дизайнером банкноты был Ритис Валантинас; она была выпущена только в одной серии.

## 500 литов

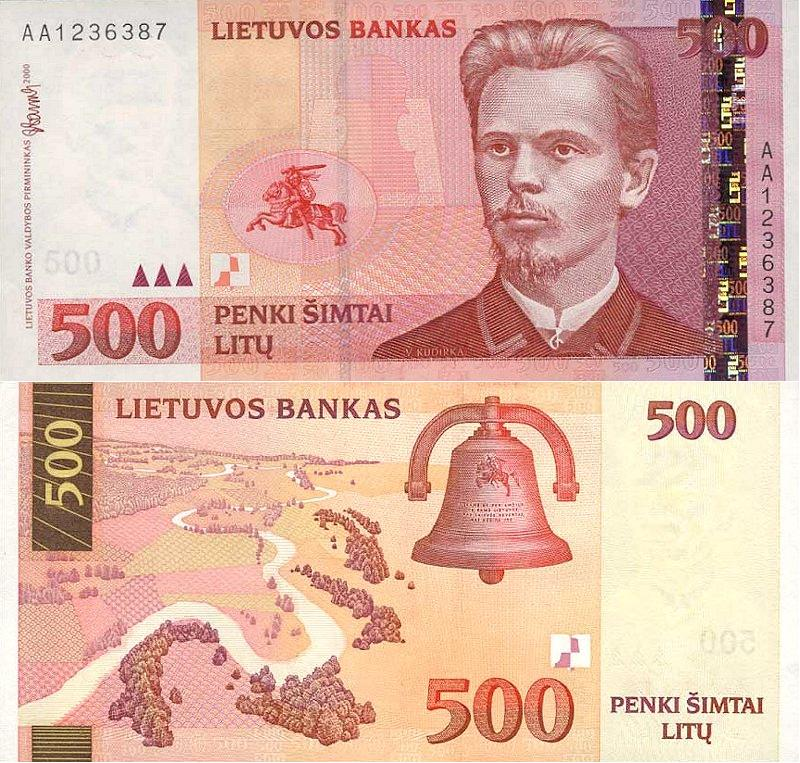
Банкнота номиналом в 500 литов выпуска 2000 года

На банкноте номиналом в 500 литов изображен портрет Винцаса Кудирки (1858–1899) ― литовского писателя, участника национального движения и автора гимна Литвы.
На обороте банкноты изображен Колокол Свободы на фоне пейзажа долины реки Неман; колокол имеет надпись на литовском: «O skambink per amžius vaikams Lietuvos, kad laisvės nevertas, kas negina jos» («Звени сквозь века для детей Литвы: кто не борется за свободу, тот недостоин её»). Это стихотворение было написано Бронюсом Балутисом (1879–1967).
Банкнота в 500 литов была значительно больше других (её размеры 147 мм x 70 мм) и имела 22 защитных элемента (другие имели от 16 до 19). Сначала в Литве шли долгие споры о том, нужна ли стране такая банкнота, ведь её номинал был больше средней месячной заработной платы.
Дизайнером банкноты был Гедрюс Йонайтис; она была выпущена только в одной серии.

## Старые банкноты

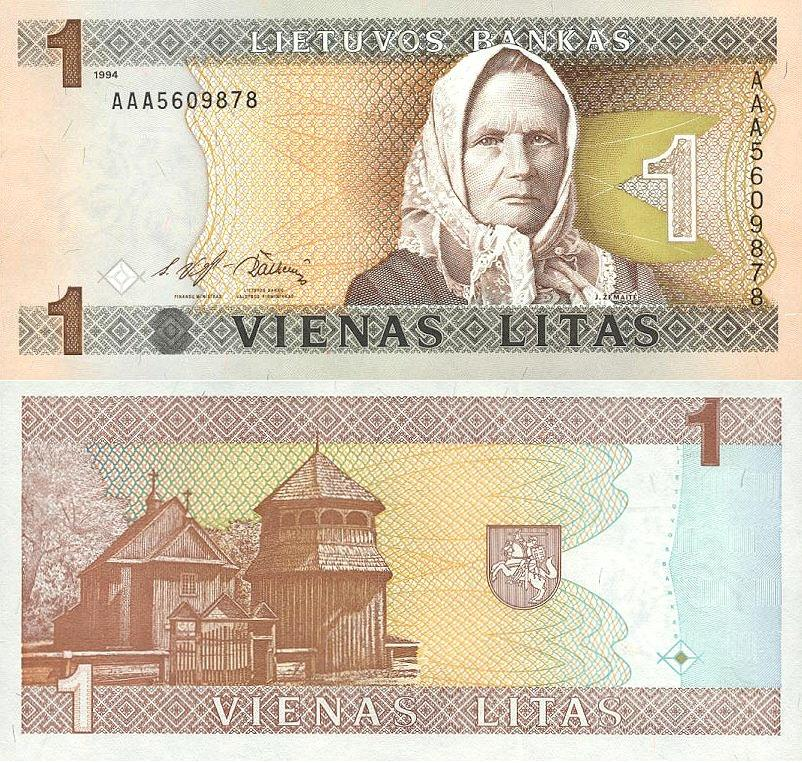
1 лит, выпуск 1994 года
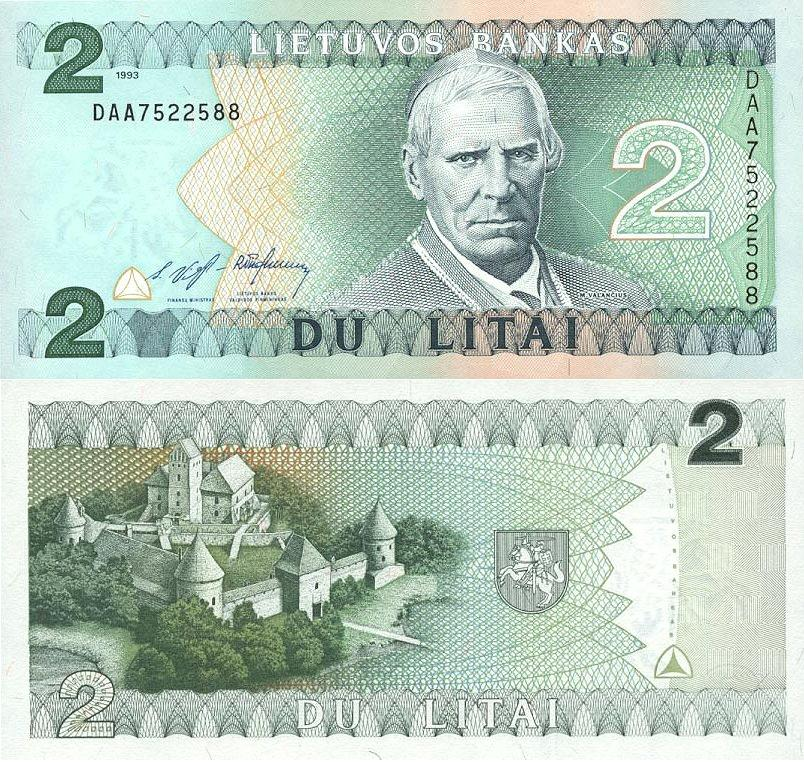
2 лита, выпуск 1993 года
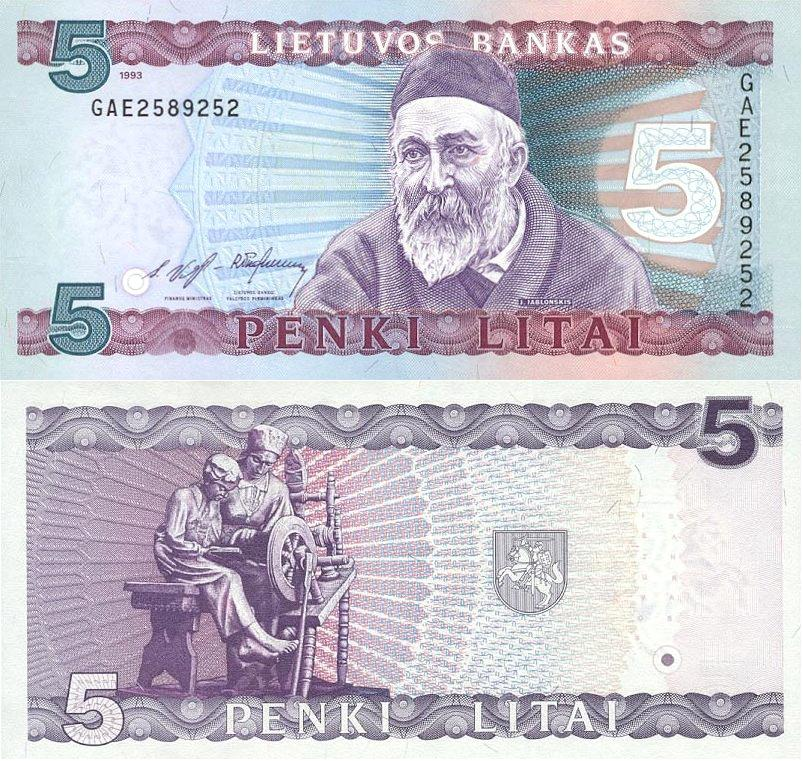
5 литов, выпуск 1993 года

Банкноты номиналом в 500 и 1000 литов было запланировано выпустить в 1993 году, но в обиход они так и не вошли. Их дизайн был очень похож на дизайн банкноты в 100 литов того же года выпуска.